# Pseudoparlatoria noacki
Pseudoparlatoria noacki är en insektsart som beskrevs av Cockerell 1898. Pseudoparlatoria noacki ingår i släktet Pseudoparlatoria och familjen pansarsköldlöss. Inga underarter finns listade i Catalogue of Life.